# Alessandro Alvisi
Alessandro Alvisi (Vicenza, 12 de fevereiro de 1887 -  9 de maio de 1951) foi um ginete italiano, medalhista olímpico. 

## Carreira
Alessandro Alvisi representou seu país nos Jogos Olímpicos de 1920 e 1924, na qual conquistou a medalha de bronze no CCE por equipes em 1924, e saltos por equipes em 1920. 